# Austrocephaloides camoti
Austrocephaloides camoti är en kräftdjursart som först beskrevs av J. L. Barnard 1967.  Austrocephaloides camoti ingår i släktet Austrocephaloides och familjen Stegocephalidae. Inga underarter finns listade i Catalogue of Life.